# Holcim Awards for Sustainable Construction
A Holcim Awards olyan háromévente megrendezésre kerülő, kétmillió dollár összdíjazású nemzetközi versenysorozat, amely kézzelfogható, jövő-orientált projekteket támogat a fenntartható építészet érdekében.

## A pályázatról
A Holcim Awards a Holcim Foundation kezdeményezéseként indult pályázat, mely olyan áttörést jelentő projekteket ismer el, illetve ismertet meg a nagyobb nyilvánossággal, melyek az azonnali alkalmazhatóság mellett megfelelnek az úgynevezett „blue sky concept”, vagyis a környezettudatosság jövőbe mutató kritériumainak. A globális pályázat célja, hogy az építészek, tervezők, mérnökök és projektgazdák figyelmét az újító, a fenntarthatóságot a középpontba állító építészeti megoldásokra összpontosítsa. A Holcim Awards nagyságrendtől függetlenül elismer minden hozzájárulást a fenntartható építészethez.
A Holcim Awards olyan innovatív építészeti projekteket és elképzeléseket támogat, melyek képesek tágítani a fenntartható építészetről kialakított hagyományos felfogást a környezeti, társadalmi és gazdasági tényezők egyensúlyának megőrzése mellett, valamint követendő példát képviselnek mind az építészet, mind pedig a magas fokú átültethetőség szempontjából. A versenysorozatra a világ minden területéről várják az újító, jövő-orientált és jól alkalmazható pályamunkákat, melyekhez az alapítvány 2 millió dollárt bocsát rendelkezésre 3 éves pályázati ciklusokban.

## Kategóriák
A versenysorozat két kategóriában hirdet pályázatot. A Holcim Awards (fő) kategóriába az előrehaladott tervezési stádiumban járó, a tervezés magas fokán megvalósítható pályázatokat várják. Pályázatok az alábbi területekről érkezhetnek: építés és építészet; város és tájrendezés, valamint infrastruktúra; építőanyagokkal, termékekkel és építészettel kapcsolatos technológiák. A „Next Generation” kategóriába ötlet szinten megálmodott projekttervekkel pályázhatnak. A pályázók végzős főiskolai, illetve főiskolai szint felett lévő hallgatók lehetnek.

## Részt vevő egyetemek
A Holcim Awards pályázat a világ vezető műszaki egyetemeivel együttműködve kerül megrendezésre. A Holcim Foundation globális Technical Competence Centerét (TCC - Műszaki Kompetenciaközpont) a Svájci Műszaki Egyetem (Swiss Federal Institute of Technology - ETH Zurich) vezeti. A független versenybírák a következő partneregyetemekről kerülnek ki: 
- Massachusetts Institute of Technology (MIT), Cambridge, Amerikai Egyesült Államok;
- Universidad Iberoamericana (UIA), Mexikóváros, Mexikó;
- I’École Supérieure d’ Architecture de Casablanca, Marokkó;
- Tongji University (TJU), Sanghaj, Kína.

A brazíliai University of Sao Paulo (USP), valamint a johannesburgi University of the Witwatersrand (Wits) a Holcim Foundation további partneregyetemei.

## Nemzetközileg elismert építészek és akadémikusok a zsűriben
Az öt verseny régió zsűrijében a fenntartható építészet olyan elismert szaktekintélyei szerepelnek, mint: Angelo Bucci (Brazília), Raymond J. Cole (Kanada), Wowo Ding (Kína), Harry Gugger (Svájc), Bjarke Ingels (Dánia), Sheila Kennedy (USA), Ashok B. Lall (India), Winy Maas (Hollandia), Jürgen Mayer H. (Németország), Mohsen Mostafavi (USA), Amer Moustafa (Egyesült Arab Emirátusok), Lucy Musgrave (Nagy-Britannia), Olivia la O’Castillo (Fülöp-szigetek), Joe Osae-Addo (Ghána), Michel Rojkind (Brazília), Hashim Sarkis (Libanon), Bruno Stagno (Costa Rica), Gunawan Tjahjono (Indonézia).

## A harmadik nemzetközi Holcim Awards pályázat
A Holcim Awards pályázat következő (harmadik) jelentkezési ciklusa 2010. július 1-jétől 2011. március 23-áig tart. A versenysorozat első fázisának nyerteseit 2011 negyedik negyedévében a regionális Holcim Awards díjkiosztó ünnepségeken hirdetik ki Milánóban, Washingtonban, Buenos Airesben, Rabatban és Szingapúrban.

## Korábbi Holcim Awards pályázatok
A fenntartható építészet nemzetközi jellegét bizonyítja, hogy a második Holcim Awards pályázatra közel 5000 pályamunka érkezett. A tervek készítői 121 országban álmodtak meg fenntartható építészeti projekteket. A pályamunkákat független bírák értékelték, majd juttatták a regionális szintű döntőkbe, melyeknek 2008-ban Madrid, Montreal, Mexikóváros, Marrákes és Újdelhi adtak otthont.
Az öt földrajzi régió mindegyikéből továbbjutott három pályamunkáról a készítőknek részletesebb bemutatást kellett benyújtaniuk a globális zsűri részére. Holcim Awards világverseny 2009-es döntőjén egy marokkói, egy vietnami, egy kínai és egy amerikai pályamű kapta meg az értékelő bizottság egyértelmű elismerését jelképező arany, ezüst, bronz, valamint innovációs díjakat.

## 100 nyertes pályázat az első két világversenyen
A második pályázati kiírás európai regionális versenyét a Janesch Péter vezette magyar építészcsoport nyerte a kormánynegyed terveit magába foglaló „Négy negyed egy egész” című pályázattal. Az 52 nyertes projekt között a világdöntő győztese a Holcim Awards Aranydíjas pályázat: Folyó-helyreállítás és városfejlesztés, Fez, Marokkó. Ezüst díjas az Alacsony-kibocsátású (Low-impact) zöldterületi egyetemi épület, Ho Chi Minh Város, Vietnam. Bronz díjas egy fenntartható gazdálkodást bemutató terv egy mezőgazdasági közösségben, Peking, Kína. Innovációs díjjal tüntettek ki egy San Franciscó-i független munkaállomást, San Francisco, USA.